# ماناشید
ماناشید (به ارمنی: Մենաշեն) یا مناشن یا منش‌لی (به لاتین: Mənəşli) یک منطقه مسکونی در جمهوری آرتساخ/جمهوری آذربایجان است که در استان شاهومیان/شهرستان گران‌بوی واقع شده است. این روستا که در ناحیه قفقاز جنوبی واقع شده است، از سوی ارامنه به‌عنوان یکی از روستاهای ناحیه آرتساخ به‌شمار می‌رود.
ماناشید ۲۹۸ نفر جمعیت دارد.

## تاریخ
این روستا به‌دست مهاجران سوئیسی-آلمانی و با نام ماناشید ایجاد شد و تا مدتی با پنیرش شناخته‌شده بود. این روستا بعدها به‌عنولن بخشی از ناحیه شاهومیان در جمهوری شوروی سوسیالیستی آذربایجان به‌دست توسط ارامنه آباد شد. در طی جنگ قره‌باغ و در میان عملیات حلقه در بهار ۱۹۹۱، پیرامون ماناشید صحنه جنگ بسیار سختی بود. در سپتامبر ۱۹۹۱ شیکاگو تریبون گزارش داد که ساکنان این روستا ماه‌ها بدون برق، گاز و تجهیزات زندگی کرده‌اند و همچنین مدرسه تعطیل شده است، زیرا ساکنان از قراردادن شمار زیادی از کودکان در یک مکان شلوغ و پرتجمع به‌دلیل گلوله‌باران و انفجار واهمه دارند. در آن زمان گزارش‌ها هنوز پیروزی نیروهای آذری در جبهه‌ها را نپذیرفته بودند؛ زیرا یکی از جنگجویان ارمنی که ساکن این ناحیه بود و برای دفاع از روستا آمده بود که نیروهای آذری فقط بمب دارند و جنگجویان خوب و ماهری نیستند. پس از درگیری‌های فراوان روستا از مردم ارمنی خالی شد و این روستا و کلیسای سورب هوانتس نابود شد. چند سال بعد روستایی جدید با نام منش‌لی در این ناحیه با سکونت شماری از مردم آذری در این ناحیه ایجاد شد.